# Flugplatz Ras Lanuf

i7
i11
i13
Der Flugplatz Ras Lanuf (englisch Ras Lanuf Airport, ICAO-Code: HLNF) ist ein Flugplatz in Libyen.

## Lage
Der Flughafen liegt 200 km südöstlich von Surt an der Mittelmeerküste. Das Flughafengelände liegt unmittelbar südwestlich von Ras Lanuf (Munizip Surt), an der Straße von Surt nach Brega (Al Burayqah).

## Geschichte
Im Zweiten Weltkrieg wurde der Flugplatz unter der Bezeichnung Hamraiet Airfield von der 57th Fighter Group der US-Luftwaffe genutzt.

## Navigationshilfen
Das ungerichtete Funkfeuer (NDB) des Flugplatzes sendet auf der Frequenz 385 kHz mit der Kennung VR.
Die Ortsmissweisung beträgt 2° Ost.